# 飯田真也
飯田 真也（いいだ しんや、1951年（昭和26年）5月24日 - ）は、日本の企業経営者。朝日新聞社顧問（元代表取締役会長）。2014年12月に、吉田調書や従軍慰安婦を巡る一連の捏造・誤報問題の責任をとる形で辞任した木村伊量の後を受け、渡辺雅隆とともに朝日新聞社の代表取締役に就任した。

## 経歴
- 1975年 - 早稲田大学教育学部卒業[1]
  - 同年4月 - 朝日新聞社入社[1]
- 1993年 - 北海道支社・販売部次長[1]
- 1995年 - 東京本社・販売第四部次長[1]
- 1997年 - 経営企画部主査[1]
- 1999年 - 東京本社・販売第四部長[1]
- 2001年 - 東京本社・販売局長補佐[1]
- 2004年 - 大阪本社・販売局長補佐[1]
- 2005年 - 東京本社・販売局長[1]
- 2007年 - 大阪本社・販売局長[1]
- 2009年 - 取締役（販売担当）[1]
- 2011年 - 常務取締役（販売担当）[1]
- 2012年 - 常務取締役（販売・教育事業担当）[1]
- 2013年 - 専務取締役（東京本社代表・消費税対策統括・教育事業担当）[1]
- 2014年 - 上席執行役員[1][3]（東京本社代表・消費税対策統括・教育事業担当）[1]
  - 同年12月 - 代表取締役会長[2]
- 2017年 - 顧問（相談役）[4]
- 2021年 - 顧問（相談役）を退任

朝日新聞社入社後は、販売部門を中心に歩み「販売のエース」と呼ばれた。
吉田調書問題や従軍慰安婦問題を巡る一連の捏造・誤報問題を受けて設けられた、朝日新聞の在り方などについて考える第三者委員会「信頼回復と再生のための委員会」の委員長を務めている。